# Jijoca de Jericoacoara
Jijoca de Jericoacoara è un comune del Brasile nello Stato del Ceará, parte della mesoregione del Noroeste Cearense e della microregione di Litoral de Camocim e Acaraú.